# Сан (Калифорнија)
Сан (енгл. Sun) град је у америчкој савезној држави Калифорнија.

## Демографија
По попису из 2000. године број становника је 17.773.
| Група             | 2000.          | 2010.    |
| Белци             | 14.684 (82,6%) | 0 (0,0%) |
| Афроамериканци    | 378 (2,1%)     | 0 (0,0%) |
| Азијати           | 211 (1,2%)     | 0 (0,0%) |
| Хиспаноамериканци | 2.187 (12,3%)  | 0 (0,0%) |
| Укупно            | 17.773         | 0        |